# Birdsboro
Birdsboro es un borough ubicado en el condado de Berks en el estado estadounidense de Pensilvania. En el año 2000 tenía una población de 5.064 habitantes y una densidad poblacional de 1.407,8 personas por km².

## Geografía
Birdsboro se encuentra ubicado en las coordenadas 40°15′47″N 75°48′28″O / 40.26306, -75.80778.

## Demografía
Según la Oficina del Censo en 2000 los ingresos medios por hogar en la localidad eran de $53.932 y los ingresos medios por familia eran $58.542. Los hombres tenían unos ingresos medios de $39.875 frente a los $26.705 para las mujeres. La renta per cápita para la localidad era de $20.890. Alrededor del 2,7% de la población estaba por debajo del umbral de pobreza.